# Gane (Indonésie)
Pour les articles homonymes, voir Gane.
Le gane, ou encore gani ou giman, est une langue d'Indonésie parlée aux Moluques. Ses locuteurs sont au nombre de 2 900. Ils habitent le sud de la péninsule sud-est de l'île de Halmahera.
Proche du taba ou makian oriental, le gane forme avec celui-ci un sous-groupe dans le groupe dit « Halmahera du Sud » des langues Halmahera du Sud-Nouvelle Guinée occidentale.